# Wilfried Douala
Wilfried Nathan Douala (Douala, 15 de maio de 2006) é um futebolista camaronês que atua como meia-atacante. Atualmente, defende o Victoria United, equipe da primeira divisão nacional.

## Carreira
Formado nas categorias de base do Donlap, estreou profissionalmente no Victoria United em 2023. Em abril de 2024, marcou o gol que deu o primeiro título do Campeonato Camaronês na história da equipe de Limbé, um ano depois de ter vencido a segunda divisão.

## Carreira internacional
Tendo feito 3 partidas e marcado um gol pela Seleção Camaronesa Sub-20 em 2024, foi convocado para a Copa Africana de Nações disputada na Costa do Marfim, sendo o atleta mais jovem da competição (17 anos) e um dos 2 jogadores que defendiam clubes de Camarões (o outro foi o atacante Leonel Ateba, que jogava pelo Dynamo Douala na época). Não disputou nenhuma partida na campanha dos Leões Indomáveis na competição, encerrada nas oitavas-de-final após derrota por 2 a 0 para a Nigéria.

## Acusação de falsificação de idade
A convocação de Wilfried Douala para a Copa Africana de 2023 foi cercada de polêmicas envolvendo a idade do meia-atacante, suspeitando de que ele não teria oficialmente 17 anos devido à sua aparência física. Em março de 2024, o jornal francês Le Monde publicou uma investigação mostrando que o meia-atacante chamava-se Alexandre Bardelli e teria 23 anos, e no final do mês, o jogador foi incluído em uma lista com outros 61 atletas suspensos pela Federação Camaronesa de Futebol devido a problemas de falsificação de idade e dupla identidade, mas ele terminaria sendo inocentado posteriormente.

## Títulos
Victoria United
- Campeonato Camaronês: 2023–24